# Vailimia masinei
Vailimia masinei là một loài nhện trong họ Salticidae.
Loài này thuộc chi Vailimia. Vailimia masinei được Elizabeth Maria Gifford Peckham & George William Peckham miêu tả năm 1907.